# Vivian (Haifa)
Vivian (lat. Vivianus, Cayphæ dominus; * vor 1123; † nach April 1168) war Herr von Haifa im Königreich Jerusalem.
Er war vermutlich ein Verwandter von Pagan I. († nach 1110), Herr von Haifa.
Am 5. Februar 1138 ist er erstmals in einer Urkunde König Fulkos als Herr von Haifa belegt.
Mit seiner Ehefrau namens Beatrix hatte er einen Sohn und Erben, Pagan (II.). 1165 tätigte er gemeinsam mit seiner Gattin, seinem Sohn und seiner Schwiegertochter eine Schenkung an die Grabeskirche in Jerusalem.
Am 17. Januar 1166 ist er als Zeuge in einer Urkunde König Amalrichs I. genannt, in der dieser dem Templerorden den Besitz der Burg und Herrschaft Ahamant (vermutlich Amman) bestätigt. Letztmals ist er als Zeuge in einer Urkunde des Fürsten Walter von Tiberias im April 1168 belegt. Nach seinem Tod folgte ihm sein Sohn Pagan als Herr von Haifa. Dieser ist als solcher erstmals am 1. Juni 1185 in einer Urkunde König Balduins V. belegt.